# General Gutiérrez
General Gutiérrez est une localité argentine située dans le Département de Maipú, province de Mendoza. 

## Sismologie
La sismicité de la région de Cuyo (centre-ouest de l'Argentine) est fréquente et de très forte intensité, avec un silence sismique de séismes moyens à graves tous les 20 ans.
- Séisme de 1861 : bien que de telles activités géologiques catastrophiques se soient produites depuis la préhistoire, le tremblement de terre du 20 mars 1861, qui a fait 12 000 morts, a marqué une étape importante dans l'histoire des événements sismiques en Argentine, car il s'agit du plus fort tremblement de terre enregistré et documenté dans le pays. Depuis lors, les gouvernements successifs de Mendoza et des municipalités ont fait preuve d'une extrême prudence et ont restreint les codes de construction[1]. Avec le séisme de San Juan du 15 janvier 1944, les gouvernements ont pris conscience de l'énorme gravité chronique des séismes dans la région.
- Séisme de 1920 : d'une intensité de 6,8 sur l'échelle de Richter, il a détruit une partie de ses bâtiments et ouvert de nombreuses fissures dans la région. On dénombre 250 décès dus à la destruction de maisons en adobe[2].
- Séisme de 1929 dans le sud de Mendoza : très grave, et parce qu'aucune mesure préventive n'avait été élaborée, alors que neuf années seulement s'étaient écoulées depuis le précédent, il a tué 30 habitants en raison de l'effondrement de maisons en adobe.
- Séisme de 1985 : un autre épisode grave[3], d'une durée de 9 secondes, qui a entraîné l'effondrement de l'ancien Hospital del Carmen à Godoy Cruz.

## Religion
| Archidiocèse | Mendoza         |
| ------------ | --------------- |
| Paroisse     | San José Obrero |